# Epitamyra albomaculalis
Epitamyra albomaculalis är en fjärilsart som beskrevs av Heinrich Benno Möschler 1890. Epitamyra albomaculalis ingår i släktet Epitamyra och familjen mott. Inga underarter finns listade i Catalogue of Life.